# Box-office France 1958
Cet article traite du box-office de 1958 en France.

## Les films de plus d'un million d'entrées
| Classement | Titre                            | Pays                   | Réalisateur                              | Box-office France  |
| ---------- | -------------------------------- | ---------------------- | ---------------------------------------- | ------------------ |
| 1.         | Les Dix Commandements            |                        | Cecil B. DeMille                         | 14 229 745 entrées |
| 2.         | Les Misérables                   |                        | Jean-Paul Le Chanois                     | 9 940 533 entrées  |
| 3.         | Sissi face à son destin          |                        | Ernst Marischka                          | 5 777 309 entrées  |
| 4.         | Quand passent les cigognes       |                        | Mikhaïl Kalatozov                        | 5 407 286 entrées  |
| 5.         | Les Tricheurs                    |                        | Marcel Carné                             | 4 953 601 entrées  |
| 6.         | Le Bal des maudits               |                        | Edward Dmytryk                           | 4 656 743 entrées  |
| 7.         | Mon oncle                        |                        | Jacques Tati                             | 4 576 928 entrées  |
| 8.         | L'Eau vive                       | François Villiers      | 4 083 521 entrées                        |                    |
| 9.         | Les Grandes Familles             | Denys de La Patellière | 4 042 041 entrées                        |                    |
| 10.        | La loi, c'est la loi             |                        | Christian-Jaque                          | 3 394 017 entrées  |
| 11.        | Sans famille                     | André Michel           | 3 331 928 entrées                        |                    |
| 12.        | Les Vikings                      |                        | Richard Fleischer                        | 3 278 540 entrées  |
| 13.        | En cas de malheur                |                        | Claude Autant-Lara                       | 3 152 082 entrées  |
| 14.        | Maigret tend un piège            | Jean Delannoy          | 3 076 005 entrées                        |                    |
| 15.        | La Chatte                        |                        | Henri Decoin                             | 2 920 662 entrées  |
| 16.        | Le Miroir à deux faces           |                        | André Cayatte                            | 2 864 701 entrées  |
| 17.        | Christine                        | Pierre Gaspard-Huit    | 2 848 858 entrées                        |                    |
| 18.        | Le Gorille vous salue bien       |                        | Bernard Borderie                         | 2 809 135 entrées  |
| 19.        | La Vie à deux                    | Clément Duhour         | 2 679 987 entrées                        |                    |
|            | La Grande Illusion (rep.)        | Jean Renoir            | 2 664 887 entrées                        |                    |
| 20.        | Les Amants                       | Louis Malle            | 2 596 556 entrées                        |                    |
| 21.        | Sérénade au Texas                | Richard Pottier        | 2 555 768 entrées                        |                    |
| 22.        | Taxi, Roulotte et Corrida        | André Hunebelle        | 2 542 671 entrées                        |                    |
| 23.        | Arènes joyeuses                  | Maurice de Canonge     | 2 535 920 entrées                        |                    |
| 24.        | Ni vu, ni connu                  | Yves Robert            | 2 510 837 entrées                        |                    |
| 25.        | Les Vignes du Seigneur           | Jean Boyer             | 2 498 265 entrées                        |                    |
| 26.        | Le Sicilien                      | Pierre Chevalier       | 2 495 522 entrées                        |                    |
| 27.        | L'Adieu aux armes                |                        | Charles Vidor                            | 2 462 719 entrées  |
| 28.        | Anna de Brooklyn                 |                        | Vittorio De Sica / Carlo Lastricati (it) | 2 454 019 entrées  |
| 29.        | Une vie                          |                        | Alexandre Astruc                         | 2 315 098 entrées  |
| 30.        | La Tour, prends garde !          |                        | Georges Lampin                           | 2 311 061 entrées  |
| 31.        | Les Frères Karamazov             |                        | Richard Brooks                           | 2 238 672 entrées  |
| 32.        | À pied, à cheval et en spoutnik  |                        | Jean Dréville                            | 2 224 091 entrées  |
| 33.        | Le Désordre et la Nuit           | Gilles Grangier        | 2 171 400 entrées                        |                    |
| 34.        | Maxime                           | Henri Verneuil         | 1 978 792 entrées                        |                    |
| 35.        | Jeunes Filles en uniforme        |                        | Géza von Radványi                        | 1 915 633 entrées  |
| 36.        | Ascenseur pour l'échafaud        |                        | Louis Malle                              | 1 905 253 entrées  |
| 37.        | Sois belle et tais-toi           | Marc Allégret          | 1 904 380 entrées                        |                    |
| 38.        | Bravados                         |                        | Henry King                               | 1 902 891 entrées  |
| 39.        | La Brigade des bérets noirs      |                        | Terence Young                            | 1 877 392 entrées  |
| 40.        | La Chatte sur un toit brûlant    |                        | Richard Brooks                           | 1 801 281 entrées  |
| 41.        | Le Passager clandestin           |                        | Ralph Habib / Lee Robinson               | 1 776 374 entrées  |
| 42.        | Bonjour tristesse                |                        | Otto Preminger                           | 1 756 246 entrées  |
| 43.        | L'Homme de l'Ouest               | Anthony Mann           | 1 667 540 entrées                        |                    |
| 44.        | Chéri, fais-moi peur             |                        | Jacques Pinoteau                         | 1 645 625 entrées  |
| 45.        | Incognito                        | Patrice Dally          | 1 644 686 entrées                        |                    |
| 46.        | Sayonara                         |                        | Joshua Logan                             | 1 641 646 entrées  |
| 47.        | Tabarin                          |                        | Richard Pottier                          | 1 629 109 entrées  |
| 48.        | La Vallée de la poudre           |                        | George Marshall                          | 1 612 976 entrées  |
| 49.        | Le Médecin de Stalingrad         |                        | Géza von Radványi                        | 1 598 508 entrées  |
| 50.        | Torpilles sous l'Atlantique      |                        | Dick Powell                              | 1 581 336 entrées  |
| 51.        | Un drôle de dimanche             |                        | Marc Allégret                            | 1 574 480 entrées  |
| 52.        | Agent secret S.Z.                |                        | Lewis Gilbert                            | 1 477 385 entrées  |
| 53.        | Du sang dans le désert           |                        | Anthony Mann                             | 1 446 153 entrées  |
| 54.        | L'Odyssée du sous-marin Nerka    | Robert Wise            | 1 398 123 entrées                        |                    |
| 55.        | Montparnasse 19                  |                        | Jacques Becker                           | 1 297 340 entrées  |
| 56.        | Cerf-volant du bout du monde     |                        | Roger Pigaut / Wang Kia-Yi               | 1 285 191 entrées  |
| 57.        | L'Esclave libre                  |                        | Raoul Walsh                              | 1 279 129 entrées  |
| 58.        | Les Racines du ciel              | John Huston            | 1 266 452 entrées                        |                    |
| 59.        | La Clé                           |                        | Carol Reed                               | 1 236 184 entrées  |
| 60.        | La Soif du mal                   |                        | Orson Welles                             | 1 232 534 entrées  |
| 61.        | Flammes sur l'Asie               | Dick Powell            | 1 215 737 entrées                        |                    |
| 62.        | Témoin à charge                  | Billy Wilder           | 1 211 421 entrées                        |                    |
| 63.        | Le Justicier solitaire           | Stuart Heisler         | 1 210 803 entrées                        |                    |
| 64.        | La Fureur des hommes             | Henry Hathaway         | 1 165 525 entrées                        |                    |
| 65.        | Liane, l'esclave blanche         |                        | Hermann Leitner                          | 1 160 600 entrées  |
| 66.        | Un homme se penche sur son passé |                        | Willy Rozier                             | 1 154 075 entrées  |
| 67.        | La Cité disparue                 |                        | Henry Hathaway                           | 1 136 183 entrées  |
| 68.        | Tonnerre sur Berlin              |                        | Henry Koster                             | 1 106 409 entrées  |
| 69.        | Liberté surveillée               |                        | Henri Aisner / Vladimír Vlček            | 1 090 094 entrées  |
| 70.        | Mayerling                        |                        | Rudolf Jugert                            | 1 081 333 entrées  |
| 71.        | L'Ennemi silencieux              |                        | William Fairchild                        | 1 068 819 entrées  |
| 72.        | Dunkerque                        | Leslie Norman          | 1 049 814 entrées                        |                    |
| 73.        | Bataille sans merci              |                        | Raoul Walsh                              | 1 048 018 entrées  |
| 74.        | En légitime défense              |                        | André Berthomieu                         | 1 037 750 entrées  |
| 75.        | Madame et son auto               | Robert Vernay          | 1 030 775 entrées                        |                    |
| 76.        | La Fille de Hambourg             | Yves Allégret          | 1 011 820 entrées                        |                    |
| 77.        | Le Septième Voyage de Sinbad     |                        | Nathan Juran                             | 1 009 546 entrées  |
| 78.        | Call-Girls                       |                        | Arthur Maria Rabenalt                    | 1 003 830 entrées  |